# Big City Sounds
Big City Sounds è un album dei Jazztet di Art Farmer e Benny Golson, pubblicato dalla Argo Records nel 1961. I brani furono registrati il 16, 19 e 20 settembre del 1960 al Nola's Penthouse Sound Studios di New York (Stati Uniti).

## Tracce
Lato A
1. The Cool One – 2:55 (Benny Golson)
2. Blues on Down – 6:00 (Benny Golson)
3. Hi-Fly – 5:48 (Randy Weston)
4. My Funny Valentine – 4:35 (Richard Rodgers, Lorenz Hart)

Lato B
1. Wonder Why – 5:51 (Brodszky, Sammy Cahn)
2. Con Alma – 4:57 (Dizzy Gillespie)
3. Lament – 3:28 (J.J. Johnson)
4. Bean Bag – 4:34 (Benny Golson)
5. Five Spot After Dark – 3:16 (Benny Golson)

## Musicisti
- Art Farmer - tromba
- Benny Golson - sassofono tenore
- Tom McIntosh - trombone
- Cedar Walton - pianoforte
- Tommy Williams - contrabbasso
- Albert Heath - batteria